# Sintaksis
 (février 2022).
Si vous disposez d'ouvrages ou d'articles de référence ou si vous connaissez des sites web de qualité traitant du thème abordé ici, merci de compléter l'article en donnant les références utiles à sa vérifiabilité et en les liant à la section « Notes et références ».
Sintaksis (russe : Синтаксис, litt. La Syntaxe) était un journal de poésie samizdat compilé par l'écrivain Alexander Ginzburg en 1959 et 1960. Le périodique comprenait des poèmes qui ne pouvaient pas être publiés officiellement. Il est considéré comme le premier périodique samizdat (auto-publié) de nature littéraire.
Le magazine dactylographié a été compilé et édité par Alexander Ginzburg à Moscou.
Le premier numéro donnait à lire cinq poèmes de Alexandre Aronov (ru), Vsevolod Nekrasov (de), Muza Pavlova, Youri Pankratov, Guenrikh Sapguir, Ivan Kharabarov et Sergeï Choudakof (ru), six de Vladimir Burich (en) et Nicolaï Glazkov (en), et dix d'Igor Kholin (en). Les auteurs sont classés par ordre alphabétique.
Dans le deuxième numéro, Ginzburg a choisi cinq poèmes d'Adolf Avrusin, Bella Akhmadoulina, Elmira Kotlyar (ru), Nikolaï Kotrelev (ru), Boulat Okoudjava, Oleg Prokofief (en), Alexandr Timofeyevsky (en), deux poèmes de Nina Byalosinskaya, et quatre de Sergei Kalashnikov (pseudonyme Edmund Jodkowski (ru)) et Vitaly Shestakov
Le troisième numéro présentait des poètes de Leningrad, dont Dmitry Bobyshev (en), Joseph Brodsky, Gleb Gorbovsky, Victor Golyavkin, Mikhail Eremin (en), Sergey Kulle, Aleksander Kushner, Evgueni Reïn, Nonna Slepakova et Vladimir Uflyand.
Ginzburg a été arrêté en 1960, alors qu'il travaillait sur un quatrième numéro prévu, et a purgé une peine de deux ans. Le numéro inachevé aurait contenu des œuvres de poètes lituaniens, dont Tomas Venclova.
Vadim Kozhinov a participé activement à la préparation du magazine. 